# Ivo Sanader
Ivo Sanader (Split, 8 de junho de 1953) é um político croata, foi primeiro-ministro de seu país, de 23 de dezembro de 2004 até 6 de julho de 2009, dia em que renunciou ao cargo e anunciou que abandonaria a política.
Em dezembro de 2010 foi acusado de corrupção e abuso de poder pelo Gabinete Nacional de Luta Contra a Corrupção e o Crime Organizado. Abandonou a Croácia pouco antes de o Parlamento lhe retirar a imunidade parlamentar sendo preso na Áustria.

## Carreira
Sanader é até hoje o segundo primeiro-ministro mais longevo desde a independência da Croácia, ocupando o cargo por mais de cinco anos e meio antes de renunciar em julho de 2009. Ele é um dos dois únicos primeiros-ministros croatas (junto com Andrej Plenković) que cumpriram mais de um mandato, vencendo as eleições gerais em 2003 e 2007. Ele também é, juntamente com Ivica Račan e Plenković, um dos três primeiros-ministros que estiveram à frente de mais de um gabinete do governo, presidindo seu primeiro gabinete de 23 de dezembro de 2003 até 12 de janeiro de 2008, e seu segundo gabinete de 12 de janeiro de 2008 até sua renúncia em 6 de julho de 2009.
Sanader obteve sua educação em literatura comparada na Áustria, onde também trabalhou como jornalista, em marketing, publicação e como empresário. Na década de 1990, ele foi brevemente o intendente do Teatro Nacional Croata em Split antes de se tornar Ministro da Ciência e Tecnologia como membro da governante União Democrática Croata (HDZ) no gabinete de Hrvoje Šarinić em 1992. Em 1993, ingressou na diplomacia e exerceu dois mandatos como vice-ministro das Relações Exteriores.
Após a morte de Franjo Tuđman, Sanader foi eleito presidente do HDZ em 2000, e novamente em 2002, e levou o partido à vitória nas eleições de 2003 e 2007, tornando-se primeiro-ministro da Croácia. Em junho de 2009, ele renunciou abruptamente ao cargo, deixando poucas explicações para suas ações e desaparecendo da vida pública por um tempo. Em janeiro de 2010, ele tentou encenar um retorno político dentro do HDZ, mas foi expulso da filiação partidária.

Em dezembro de 2010, as autoridades croatas indiciaram Sanader em dois casos de corrupção de alto nível. Ele fugiu do país, mas foi detido na Áustria e extraditado para a Croácia em julho de 2011. Em novembro de 2012, ele foi condenado a 10 anos de prisão em um veredicto de primeira instância, depois reduzido a 81⁄2+ anos, por canalizar 10,4 milhões de euros em dinheiros públicos para a empresa Fimi Media. No entanto, sua sentença foi anulada pelo Tribunal Constitucional da Croácia em 2015. Com exceção de numerosos funcionários croatas que foram condenados à prisão durante a existência da Iugoslávia socialista, ele é o primeiro chefe de governo croata e funcionário de Estado de mais alto escalão a ser julgado e condenado a uma pena de prisão. Em outubro de 2018, Sanader foi condenado a dois anos e meio de prisão por lucratividade de guerra e condenado a devolver US$ 570 mil em propina do Hypo Bank. Em novembro de 2020, ele foi condenado a oito anos de prisão por seu papel em um novo julgamento do caso Fimi Media.  Alguns jornalistas croatas avaliam a liderança de Sanader na Croácia como uma "era cleptocrático-clientelista".